# Södra Åby kyrka
Södra Åby kyrka är en kyrkobyggnad i Södra Åby på Söderslätt i Skåne. Den tillhör Källstorps församling i Lunds stift.

## Kyrkobyggnaden
Den medeltida kyrkan i Södra Åby revs och den nuvarande byggdes 1869-1870 enligt Ludvig Hedins ritningar. Kyrkan är utförd i sten med torn och smalt tresidigt kor och sakristia. Den renoverades 1965.

## Interiör
- Predikstolen och altaret är från 1600-talet och fanns ursprungligen i den gamla kyrkan.
- Även triumfkrucifixet från 1400-talet och dopfunten från tidig medeltid kommer från den tidigare kyrkan.

### Orgel
- Den nuvarande orgeln byggdes 1878 av Salomon Molander & Co, Göteborg och är en mekanisk orgel. Den har fasta kombinationer. 1953 omdisponerades orgeln av A. Mårtenssons orgelfabrik AB, Lund. 1965 omdisponerades orgeln av J. Künkels Orgelverkstad AB, Lund.

| Huvudverk I   | Svällverk II      | Pedal      | Koppel |
| Borduna 16´   | Rörflöjt 8´       | Subbas 16´ | I/P    |
| Principal 8´  | Fugara 8´         | Cello 8´   | II/P   |
| Gedackt 8´    | Principal 4´      | Oktava 4´  | II/I   |
| Oktava 4'     | Gemshorn 2'       | Fagott 16' | I 4'/I |
| Kvintadena 4' | Crescendosvällare |            |        |
| Kvint 2 2/3'  |                   |            |        |
| Oktava 2'     |                   |            |        |
| Mixtur 4 chor |                   |            |        |
| Trumpet 8'    |                   |            |        |